# Association sportive de la SONABEL
 (juillet 2017).
Si vous disposez d'ouvrages ou d'articles de référence ou si vous connaissez des sites web de qualité traitant du thème abordé ici, merci de compléter l'article en donnant les références utiles à sa vérifiabilité et en les liant à la section « Notes et références ».
Actualités
La section football de l'Association sportive de la SONABEL (AS Sonabel), club omnisports de la Société nationale d'électricité du Burkina Faso, est un club de football fondé en 1990 à Ouagadougou (Burkina Faso).

## Palmarès
- Championnat du Burkina Faso : (1)
  - Champion : 2021
  - Vice-champion : 2011, 2013
- Coupe du Burkina Faso
  - Finaliste : 2011, 2013, 2016, 2019
- Supercoupe du Burkina Faso (2)
  - Vainqueur : 2019,  2021
  - Finaliste : 2013,  2016

## Anciens joueurs
- Charles Kaboré
- Fankele Traore
- Zaniou Sana